# Нефертити, кралица на Нил
„Нефертити, кралица на Нил“ (на италиански: Nefertiti, regina del Nilo) е италиански филм, историческа драма от 1961 г. с участието на Джийн Крейн, Едмънд Пърдом и Винсънт Прайс в главните роли. Филмът не е с висок рейтинг. 

## Сюжет
В древен Египет Тумос (Едмънд Пърдом), ученик-скулптор, е влюбен в Тенет (Джийн Крейн), красиво момиче, което е посветено на боговете като жрица. Тумос и Тенет възнамеряват да избягат, но първосвещеникът Бенакон (Винсънт Прайс) научава за техните планове. Той задържа Тенет, а Тумос е осъден за нарушаване на религиозните закони. Тумос бяга в пустинята, за да се присъедини към своя приятел принц Аменофис (Амедео Назари), наследник на трона. Аменофис е ефективен воин, който току-що е победил халдейците. Сред халдейските затворници е Сепер (Карло Д'Анджело), свещеникът на новия бог Атен, който твърди, че е единственият истински бог. Сепер провъзгласява религия на любовта и пророкува предстоящата смърт на стария фараон и предстоящото царуване на Аменофис. Пророчеството се сбъдва. Преди да се върне в Тива, за да стане фараон, Аменофис се съгласява на брака на Тенет и Тумос и прави Сепер един от своите съветници.
В Тива Бенакон разкрива пред Тенет, че той е нейният баща. Той също казва, че тя не трябва да бъде жрица, старият фараон се е съгласил да се омъжи за Аменофис след смъртта му. Той ѝ дава новото име Нефертити и казва, че е кралица на Нил. Аменофис я приема като жена, без да знае, че Нефертити е същото момиче Тенет, който е дал на Тумос. Тумос, пречка в целия план, е арестуван от Бенакон. В крайна сметка той успява да избяга от затвора, но е нападнат от лъв. Той оцелява под грижите на Мерит (Лиана Орфей), модел на художник, която е влюбена в него. Нефертити мисли, че е мъртъв.
Тумос скоро научава, че Тенет се нарича Нефертити и е омъжена за фараона. Той се напива от мъка и спи с Мерит. Когато Нефертити научава, че Тумос е жив, тя моли Аменофис да го направи придворен скулптор и да му заповяда да извае нейния бюст. Докато работи над него, двойката подновява любовта си. Междувременно Бенакон е обезпокоен от нарастващото влияние на бога на Сепер. Неговите хора нахлуват в църквата на атенистите, убивайки Сепер и много от поклонниците. Нефертити е сред тях, но избягва с помощта на Тумос. Аменофис е отвратен от убийството. Той заявява, че всички идоли трябва да бъдат унищожени и старото свещеничество да бъде премахнато. Въпреки това, той прощава на Бенакон, за да подчертае своята преданост към ценностите на новата вяра.
Бенакон и неговите последователи планират да се изправят срещу новата религия, но Нефертити научава за техните планове. Тумос тръгва да събира армия, за да защитава града. Последователите на Бенакон обкръжават царския дворец и са парализирани от новите му пацифистки идеали. Нефертити поема командването на защитата на двореца, докато чака Тумос да доведе подкрепления. Ужасен от насилието, което религиозният конфликт предизвика, Аменофис се самоубива. Нефертити и нейните охранители заемат последното място около скулптурата на кралицата. Тумос и Мерит пристигат точно навреме с армията, но Бенакон почти намушква Тумос, преди Мерит да го убие със стрела. Армията възстановява Нефертити на трона. Известният бюст на Нефертити оцелява през вековете, за да докаже великолепната красота на кралицата и любовта на Тумос към нея.

## В ролите
| Актьор          | Роля              |
| --------------- | ----------------- |
| Джийн Крейн     | Танит / Нефертити |
| Винсънт Прайс   | Бенакон           |
| Едмънд Пърдом   | Тумос             |
| Амедео Нацари   | Ехнатон           |
| Ричард Боун     | Стив Майлс        |
| Лиана Орфеи     | Мерит             |
| Алберто Фарнезе | Сепер             |
| Еди Уолър       | Даким             |